# Meifod
Meifod és un poblet del comtat gal·lès de Powys. És a uns onze quilòmetres al nord-est de Trallwng, en la carretera A495, en la vall del riu Efyrnwy. Aquest darrer s'ajunta amb el riu Banwy a uns tres quilòmetres a l'oest del poble. Té anomenada perquè hi són enterrats molts dels reis i prínceps del Regne de Powys en diverses localitzacions arreu del poble. En el centre de la vila hi ha l'església de Sant Tysilio i de Santa Maria, que ocupa una extensió considerable. A més a més, i semblantment a molts altres pobles gal·lesos, hi ha diverses capelles en el poble i els seus voltants.
Meifod té un pub, "the King's Head", un adroguer (amb oficina de correus), una botiga de "Bric-à-brac" (objectes de decoració) i un taller mecànic. L'any 2006, l'equip de rugby local, el C.O.B.R.A, edificà un nou edifici social per al club amb dues pistes de joc. L'edifici del club té dos bars i un terrat des d'on observar els partits. L'equip de futbol local juga en la categoria d'aficionats. El poble té també una escola primària, la Ysgol Meifod, i al costat un modern centre cívic que proporciona instal·lacions per a molts clubs i societats locals.
A l'est de la vila hi ha Dyffryn Hall, una casa d'estil georgià, que fou residència de Clement Davies, parlamentari pel Montgomeryshire i líder del Partit Lliberal en la postguerra, entre el 1945 i el 1956. Sobre el poble destaca un turó, el Dyffrynn Hill, que havia acollit un fort celta.
El cens del 2001, que englobà en l'àrea de Meifod els llogarrets de Bwich-y-cibau, Pentre'r Beirdd i Trefnanney, documentà que un 38% de la població més gran de tres anys tenia coneixements de gal·lès, i que gairebé un 20% era capaç de parlar-lo, llegir-lo i escriure'l. La vall de Meifod acollí l'Eisteddfod Nacional del 2003.